# San José Konkixp
San José Konkixp är en ort i Mexiko.   Den ligger i kommunen Tamazulápam del Espíritu Santo och delstaten Oaxaca, i den sydöstra delen av landet, 400 km sydost om huvudstaden Mexico City. San José Konkixp ligger 1 944 meter över havet och antalet invånare är 256.
Terrängen runt San José Konkixp är varierad. Runt San José Konkixp är det glesbefolkat, med 10 invånare per kvadratkilometer. Närmaste större samhälle är San Juan Juquila, 13,4 km sydost om San José Konkixp. I omgivningarna runt San José Konkixp växer i huvudsak städsegrön lövskog.